# Ridendo e scherzando
Ridendo e scherzando è un film ad episodi del 1978 diretto da Vittorio Sindoni con lo pseudonimo di Marco Aleandri.

## Trama

### Episodi

#### Nozze d'argento
Il notaio Sartori, in occasione delle sue nozze d'argento, riceve dalla moglie Lina in dono la possibilità di trascorrere una notte di sesso in casa propria con Tania, una ragazza disinibita vestita da coniglietta. Quando però viene a sapere che anche la moglie si sarebbe potuta concedere lo stesso svago da un'altra parte, viene roso dalla gelosia al punto che la situazione viene chiarita solo alla presenza delle forze dell'ordine.

#### I corpi separati
Michele Sintona, un venditore ambulante di piccoli oggetti viene confuso col quasi omonimo faccendiere Michele Sindona e per questo accusato di reati inesistenti da vari tutori delle forze dell'ordine, tutto ciò in prossimità dell'inizio di una partita tra le squadre calcistiche del Napoli e della Juventus che desidera assolutamente non perdere, soprattutto in quanto tifoso.

#### Per favore ammazzami il marito
Una coppia formata da un grossolano capo mastro arricchito e una frivola ex cameriera statunitense è in crisi a causa del loro vizio ripetuto di esagerare con l'alcool. Peppino, il cameriere, venendo indotto con la seduzione dalla sua datrice di lavoro a pianificare l'omicidio del marito, finisce per cacciarsi continuamente nei guai. Alla fine, però i suoi sforzi saranno stati inutili, perché la coppia si riappacifica.

#### Melodramma della gelosia
Un marito geloso litiga incessantemente con la moglie perché convinto che questa lo tradisca con un ufficiale; perlustrando tutta la casa in cerca dell'amante, dà vita a varie gags che lo rendono ridicolo insieme alla moglie e al presunto amante, ma si tratta d'un trucco. In realtà l'ufficiale è un attore di teatro, pagato dai coniugi, per risvegliare in loro il brivido della libido.

#### Costi quel che costi...
Il portiere condominiale Carletto è continuamente "solleticato" sessualmente da Dalia Casali, una signora distinta che, nonostante l'apparente signorilità, in realtà, mentre il marito è al lavoro, riceve in casa clienti per incontri amorosi a pagamento. Non disponendo dell'elevata somma per pagare la prestazione alla donna, Carletto escogita uno stratagemma che gli riesce alla perfezione.